# Bedford TJ
Bedford TJ este un camion produs de Bedford Vehicles în perioada 1958-1992, apoi vehiculul a fost produs de Kantanka Automobile în Africa, unde acolo este încă produs până astăzi (2021). În 1998, Vauxhall Motors a creat câteva noi camioane Bedford TJ pentru a le furniza în Africa, în ciuda faptului că Kantanka Automobile a produs-o acolo ca Kantanka TJ în număr mult mai mare. Din 1978 Bedford a încetat să producă camionul în Marea Britanie și a început să-l producă numai pentru vânzările și piețele de export. Vehiculul a înlocuit Bedford TA, deși camionul a fost un înlocuitor, și-au împărțit ușile și motoarele împreună cu alte piese.

## Istoric
În 1956, Bedford intenționa să înlocuiască popularul Bedford TA, în 1958 au întrerupt producția camionului Bedford TA și au lansat noul Bedford TJ. Noul vehicul a preluat cabina de la predecesorul său, dar avea o nouă capotă, grilă și aripi noi. Câteva luni mai târziu s-au vândut în jur de 15.000 de unități, dar vânzările au fost destul de lente comparativ cu Bedford TA, care fusese foarte popular. În 1962 camionul a primit un motor nou, dar majoritatea celorlalte lucruri au rămas aceleași.
În 1968, vânzările au crescut și aproximativ 39.000 de unități au fost vândute în întreaga lume, cu toate acestea, în 1971, au fost vândute doar 5.000 de unități, dar aproximativ 56.000 de unități au fost vândute pe piețele de export, astfel încât în 1975, cu doar 1.000 de unități vândute în Marea Britanie, Bedford a întrerupt vehiculul din Marea Britanie, dar producția continuat pentru piețele de export. În 1979, aproximativ 100.000 de unități au fost vândute pe piețele de export și a fost extrem de popular datorită caracterului practic și simplității pe care o avea.
În 1992, fabricarea camionului a fost întreruptă complet. În 1995, designul vehiculului a fost licențiat și cumpărat de Kantanka Automobile. Câteva luni mai târziu, vehiculul a început să fie produs ca Kantanka TJ, folosind aproape același design ca Bedford TJ. Camionul a fost foarte popular în Africa și în lunile următoare au fost vândute aproximativ 19.000 de unități. În 1998, Vauxhall Motors a creat niște camioane Bedford TJ noi și le-a trimis în Africa, în ciuda faptului că a fost produs în masă acolo Kantanka TJ.